# Campeonato Asiático de Atletismo de 2023 - 400 m com barreiras feminino
A prova dos 400 metros com barreiras feminino do Campeonato Asiático de Atletismo de 2023 foi disputada nos dias 15 de julho de 2023, no Estádio Nacional, em Banguecoque, na Tailândia.

## Recordes
Antes desta competição, os recordes mundiais e do campeonato nesta prova eram os seguintes:
|                       | Nome              | Nacionalidade  | Tempo  | Local     | Data                   |
| --------------------- | ----------------- | -------------- | ------ | --------- | ---------------------- |
| Recorde mundial       | Sydney McLaughlin | Estados Unidos | 50s 68 | Eugene    | 22 de julho de 2022    |
| Recorde do campeonato | Oluwakemi Adekoya | Bahrein        | 54s 31 | Wuhan     | 6 de junho de 2015     |
| Recorde asiático      | Han Qing          | China          | 53s 96 | Pequim    | 26 de setembro de 1993 |
| Recorde asiático      | Song Yinglan      | China          | 53s 96 | Guangzhou | 22 de novembro de 2001 |

## Medalhistas
| Ouro                     | Prata                | Bronze             |
| Robyn Lauren Brown (PHI) | Eri Utsunomiya (JPN) | Ami Yamamoto (JPN) |

## Cronograma
Todos os horários são locais (UTC+7)
| Data        | Hora  | Evento |
| ----------- | ----- | ------ |
| 15 de julho | 16:30 | Final  |

### Resultado final
A final ocorreu no dia 15 de julho às 16:30.
| Posição           | Raia | Atleta               | Nacionalidade | Tempo   | Notas           |
| ----------------- | ---- | -------------------- | ------------- | ------- | --------------- |
| Medalha de ouro   | 5    | Robyn Lauren Brown   | Filipinas     | 57.50   |                 |
| Medalha de prata  | 6    | Eri Utsunomiya       | Japão         | 57.73   |                 |
| Medalha de bronze | 4    | Ami Yamamoto         | Japão         | 57.80   |                 |
| 4                 | 3    | Adelina Zems         | Cazaquistão   | 57.91   |                 |
| 5                 | 8    | Nguyễn Thị Huyền     | Vietname      | 58.36   |                 |
| 6                 | 7    | Nurkhon Ochilova     | Uzbequistão   | 1:00.69 | Recorde pessoal |
| 7                 | 2    | Ying Wen Ashleigh Ma | Hong Kong     | 1:02.17 |                 |
| 8                 | 1    | Veronika Loginova    | Uzbequistão   | 1:02.79 |                 |

Legenda
| Recorde mundial       | Recorde mundial (World record)               |                       | Recorde africano                      | Recorde africano (African) |                                           | Q | Classificado por posição (Qualified) |
| Recorde do campeonato | Recorde do campeonato (Championship record)  | Recorde da América    | Recorde da América (Americas)         | q                          | Classificado por melhor tempo (Qualified) |   |                                      |
| Melhor marca do ano   | Melhor marca do ano (World leading)          | Recorde asiático      | Recorde asiático (Asian)              | DNS                        | Não largou (Did not start)                |   |                                      |
| Recorde nacional      | Recorde nacional (National record)           | Recorde europeu       | Recorde europeu (European)            | DNF                        | Não terminou (Did not finish)             |   |                                      |
| Recorde pessoal       | Recorde pessoal do atleta (Personal best)    | Recorde da Oceania    | Recorde da Oceania (Oceania)          | DSQ / DQ                   | Desclassificado (Disqualified)            |   |                                      |
| Recorde da temporada  | Recorde da temporada do atleta (Season best) | Recorde sul-americano | Recorde sul-americano (South America) | NM                         | Sem marca (No mark)                       |   |                                      |